# Gens Visellia
La gens Visellia era una gens romana attiva durante la tarda Repubblica e nel primo Impero. Due membri di questa gens raggiunsero il consolato nel corso del I secolo.
Sono state ritrovate in Egitto delle anfore prodotte a Giancola e Marmorelle dove compare impresso su numerosissime anse il nome di Viselli(um), spesso associato a quello di 26 suoi schiavi e dei successivi gestori dell’intero complesso produttivo, i liberti Lucio Saturnino e Petronio Sostrato. Secondo l’ipotesi del prof. Manacorda (Università di Siena), Visellio può essere identificato con il noto personaggio storico conosciuto meglio come Gaio Visellio Varrone, l’oratore romano amico di Cesare e cugino di Cicerone.

## Praenomina
Gli unici praenomina associati ai Visellii che appaiono nella storia sono Gaio e Lucio. Marco, Publio, Quinto e Tito compaiono nelle iscrizioni.

## Rami e cognomina
I cognomina legati ai Visellii sono Varrone e Aculeone. Il primo era un cognomen ereditario della famiglia, mentre il secondo sembra essere stato un cognomen personale. Varrone originariamente designava uno sciocco, o uno dedito alla follia, mentre Aculeone sembra derivare dall'aggettivo aculeus, che significa "affilato, appuntito, spinoso", presumibilmente un commento all'acutezza della mente di chi lo porta, conferito in contraddizione con il cognomen ereditario della famiglia. 

## Membri illustri della gens
- Gaio Visellio Aculeone, un eques, distinto per l'acutezza della sua mente e la sua conoscenza della legge. Sposò la zia di Cicerone.
- Gaio Visellio C. f. Varrone, cugino di Cicerone, fu tribuno militare in Asia intorno al 79 a.C. Quando Cicerone fu esiliato, Varrone cercò l'aiuto di uno dei tribuni della plebe per far richiamare suo cugino. Varrone era edile curule, ma morì prima che potesse raggiungere cariche superiori.
- Gaio Visellio C. f. C. n. Varrone, console suffectus nel 12 e legatus Augusti pro praetore in Germania inferiore attestato nel 21.
- Lucio Visellio C. f. C. n. Varrone, console ordinario nel 24, accusò Gaio Silio e sua moglie Sosia Galla durante il suo consolato per vendicare l'azione di Silio contro il padre Gaio in Gallia.